# Ломени де Бриенн, Этьен-Шарль де
Этьен-Шарль де Ломени де Бриенн (фр. Étienne-Charles de Loménie de Brienne; 9 октября 1727, Париж, королевство Франция — 19 февраля 1794, Санс, Первая республика) — французский кардинал, государственный и церковный деятель, министр. Епископ Кондома с 15 декабря 1760 по 21 марта 1763. Архиепископ Тулузы с 21 марта 1763 по 8 марта 1788. Архиепископ Санса с 10 марта 1788 по 19 февраля 1794. Генеральный контролёр финансов Франции с 3 мая 1787 по 25 августа 1788. Кардинал-священник с 15 декабря 1788 по 26 сентября 1791.

## Биография
Происходил из рода де Ломени из Лимузена, известного с XV века.
Получил блестящее образование, в 1751 году стал доктором теологии. Еще с молодых лет он, по свидетельству близко его знавшего современника, исповедовал принцип гражданской веротерпимости (la tolérance civile) и утверждал, что, хотя единственно истинной является католическая вера и вне церкви нет спасения, но тем не менее королю следует дать своим подданным полную свободу культов и ни в чём не ущемлять прав иноверцев.
Не скрывал своего атеизма.
С 1760 года — епископ Кондома, с 1763 года — архиепископ Тулузский, а с 1787 года — архиепископ Санский, глава Королевского финансового совета, Собрания нотаблей и первый министр. Среди его многочисленных известных друзей были А. Тюрго и Вольтер. 15 декабря 1788 года Ломени де Бриенн стал кардиналом, уехал в Италию, где провёл 2 года. Вернулся во Францию в разгар революции и дал присягу «Гражданскому устройству духовенства».
В 1791 году был отлучён от церкви папой Пием VI. Ломени де Бриенн вызывал подозрения у революционеров, и 9 ноября 1793 года он был арестован в Сансе.
Умер от апоплексического удара, либо был отравлен. Напоминанием о его могуществе остаётся пышная резиденция, выстроенная им в городе Бриен-ле-Шато.